# Sje (dinastija Sja)
Sje (泄) bio je 10. vladar kineske dinastije Sja, sin i naslednik kralja Manga te unuk Huaija, a navodno je vladao 25 godina.
U 12. godini njegove vladavine, vazal Cihai putovao je u Jouji, ali ga je ubio vladar te zemlje, Mjančen, kojeg je ubio ministar Vei.
U 21. godini svoje vladavine, Sje se borio s varvarskim plemenima te je pobedio.
Njegovi sinovi su bili kraljevi Đijung i Bu Đijang, a unuci Đin i Kong Đija.